# Royalton, Illinois
Royalton är en ort (village) i Franklin County i Illinois. Vid 2010 års folkräkning hade Royalton 1 151 invånare.